# ألكساندروس كونستانتيدس
ألكساندروس كونستانتيدس (باليونانية: Αλέξανδρος Κωνσταντινίδης)‏ هو لاعب كرة قدم يوناني في مركز الوسط، ولد في 3 نوفمبر 1988 في دورتموند في ألمانيا. شارك مع منتخب اليونان تحت 21 سنة لكرة القدم. أما مع النوادي، فقد لعب مع باناثينايكوس ونادي أبولون سميرني ونادي إيراكليس.

## وصلات خارجية
- ألكساندروس كونستانتيدس على موقع Soccerway.com (الإنجليزية)